# 路易斯卡德斯巴肯跳台滑雪場
路易斯卡德斯巴肯，正式名稱為路易斯卡德斯巴肯跳台滑雪場（挪威語：Lysgårdsbakkene hoppanlegg），是一座位於挪威利勒哈默爾的跳台滑雪跳台。它包含一座臨界點123和跳台尺寸138的大跳台和一座臨界點90和跳台尺寸100的小跳台。為了1994年冬季奧林匹克運動會它於1993年啟用，跳台滑雪、北歐混合式滑雪與開閉幕典禮都於此舉行。

## 項目
1994年冬季奧林匹克運動會期間，跳台滑雪的3個項目、北歐混合式滑雪的2個項目與開閉幕典禮都於此舉行。